# Ячницький Аполлон Володимирович
Аполлон Володимирович Ячницький (26 квітня (9 травня) 1906, Київ — 8 листопада 1980, Москва) — радянський та український актор театру і кіно. Актор Київського театру російської драми ім. Лесі Українки. Найбільш відомий своєю роллю імператора Павла I в фільмі «Суворов» 1941 року.

## Біографія
Народився 26 квітня (9 травня) 1906 року в Києві. Син художника-авангардиста Аристарха Лентулова і Наталії Апполоновни Ячницькой. Виховувався в родині київського помічника присяжного повіреного Володимира Івановича Ячницького. У 1923—1924 роках працював табельником в Київській міліції. З 1923 по 1926 роки вивчав акторську майстерність у Російському драматичному театрі в Києві, при якому закінчив студію, і потім був прийнятий в театр членом трупи. Після завершення Другої Світової Війни переїхав до Москви. У 1940 році дебютував в кінематографі з роллю імператора Павла I в радянському фільмі «Суворов». У період 1930—1934 та 1952—1964 років був членом трупи в Московському театрі Сатири. У 1955—1960 роках гастролював від філармонії по СРСР. З 1964 по 1970 роки — актор в Московському театрі акторів кіно. За своє життя працював на багатьох радянських кіностудіях, таких як Казахфільм, у 1941—1945 роках та Мосфільм у 1950—1952 роках, а також в компанії Москонцерт у 1961—1970 роках.
Був одружений з актрисою Ольгою Васильєвою. Помер 8 листопада 1980 року. Похований у Москві на Введенському кладовищі.

## Фільмографія
- 1940 — Суворов — Павло I
- 1941 — Перша кінна — диверсант
- 1942 — Бойовий киносборник: Наші дівчата — диверсант
- 1943 — Райдуга — Адольф Гітлер
- 1955 — Таємниця вічної ночі — Віктор Павлович Лаврентьєв
- 1956 — Довгий шлях — Арабін
- 1956 — Урок історії — Адольф Гітлер
- 1958 — Тривожна ніч — полковник Ярликів
- 1958 — Йшли солдати ... — ватажок анархістів в ресторані
- 1959 — Жорстокість — Костянтин Іванович Воронцов, ватажок банди
- 1967 — Війна і мир — епізодична роль
- 1968 — Діамантова рука — Микола Іванович, екскурсовод по Стамбулу
- 1969 — Служили два товариші — сусід Саші на кораблі